# Cànon estètic

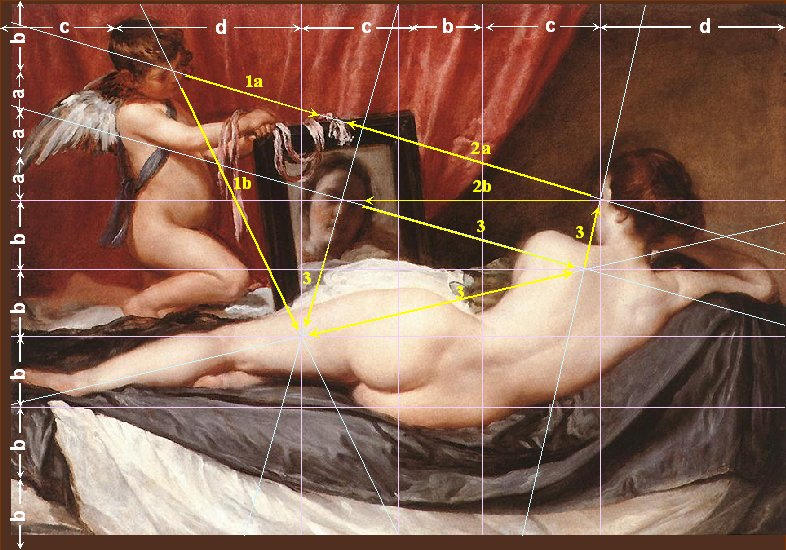
La proporció àuria aplicada en una pintura

El cànon estètic, cànon o norma estètica designa una regla de representació en l'art, com per exemple en pintura, escultura, arquitectura, música, dansa, teatre o literatura. El cànon permet obtenir l'harmonia tant en el conjunt com en les parts de l'obra d'art gràcies a l'ordre, la mesura i la proporció. Una obra d'art canònica o d' estètica normativa és una obra artística que segueix les normes 
formals polítiques i estètiques del moviment artístic al qual pertany.
A Europa s'han anat desenvolupant corrents culturals que definien a grans trets i donant una certa coherència les successives tendències i filosofies estètiques. Es podia definir un corrent, com per exemple el neoclassicisme, i determinar-ne els seus valors. Axí, per a cada context local i històric es podia associar uns cànons artístics lligats a una metanarrativa pròpia i els crítics d'art podien determinar si una obra d'art corresponia als cànons vigents. En cas afirmatiu, era considerada bona, bella i adient. En cas contrari, o bé l'obra d'art es considerava dolenta, lletja o impertinent, o bé establia una nova metanarrativa que determinaria uns nous cànons estètics.
Al segle xx va néixer la postmodernitat, que deixa de creure en l'existència de cànons als que haver d'adaptar-se i prendre forma. Una de les aportacions més conegudes a aquest debat va ser el text de La condició postmoderna (1974) de Jean-François Lyotard.

## Obres literàries i teatrals canòniques

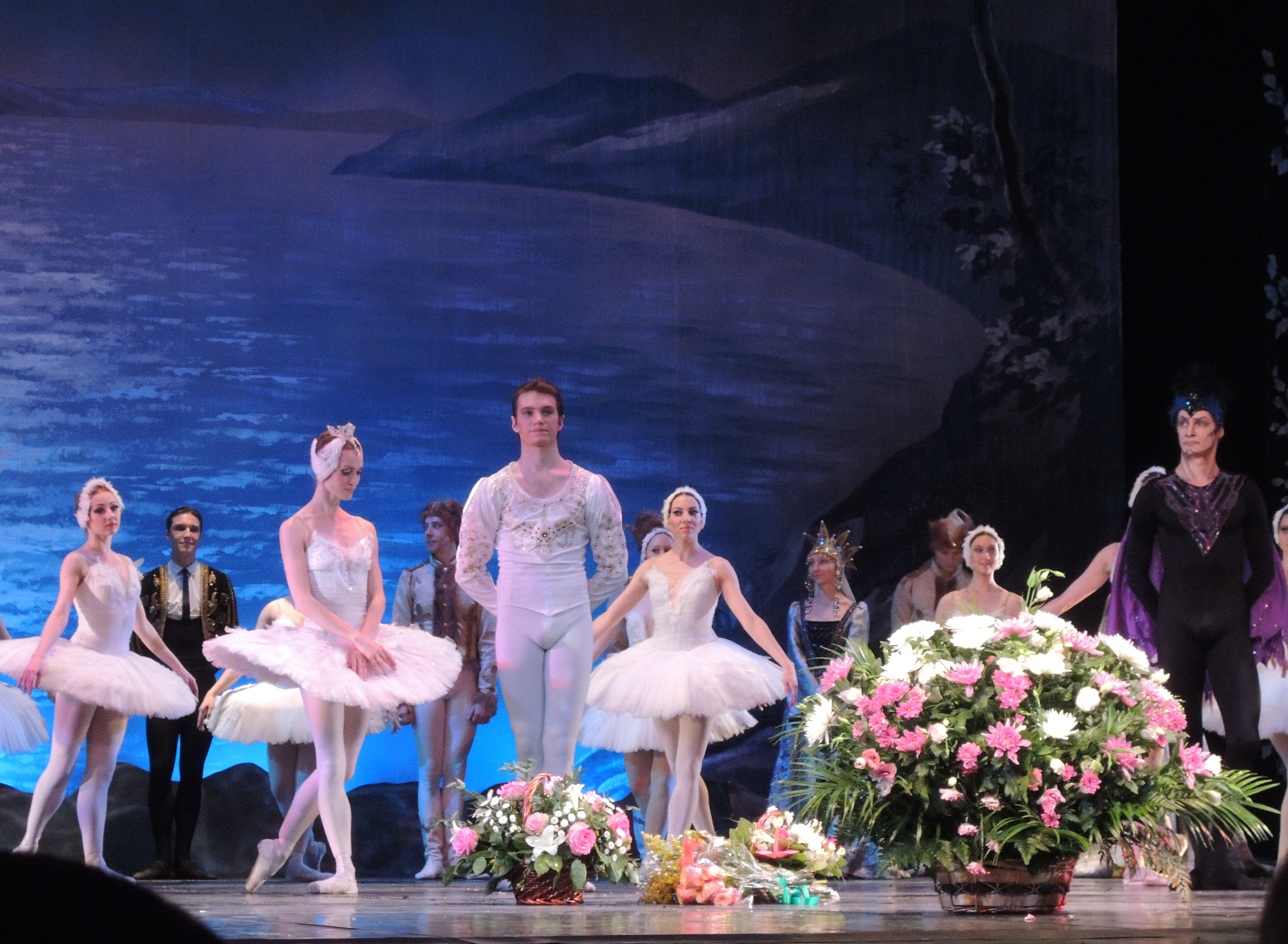
Els cànons estètics a la dansa clàssica són molt definits i estrictes

A la literatura hi ha una àmplia polèmica en la relació entre els conceptes de cànon i de clàssic literari.
Les arts escèniques europees fins als anys seixanta del segle xx solen considerar-se avui d'estil clàssic en el sentit que segueixen una sèrie de pautes i normes canòniques segons l'estil particular, molt evidents a la dansa clàssica per exemple, i també en conjunt, en general per totes elles. Algunes d'aquestes normes típicament són la quarta paret, l'argument amb inici, desenvolupament i desenllaç, la unitat de temps i d'espai en una escena, la unicitat de focus o el tractament del text, els objectius o el conflicte. La majoria d'aquests cànons, tot i que encara es fan servir, s'han anat desmuntant a l'escena contemporània.

## Proporcions en les arts plàstiques
Per la seva pintura mural El naixement de Venus, Sandro Botticelli va declarar que la distància entre el mugró i el melic, entre les dues cames i entre el melic i l'engonal, han de ser totes iguals per a obtenir una figura completament proporcionada. Altres sistemes de proporcions ideals a la pintura i l'Escultura són els Canon de Policlet i l'Home de Vitruvi.

## Cànons de bellesa humana[calcitació]

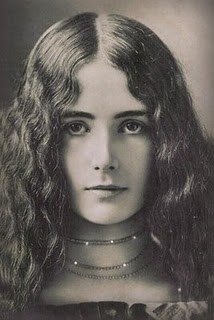
L'actriu i ballarina Cléo de Mérode

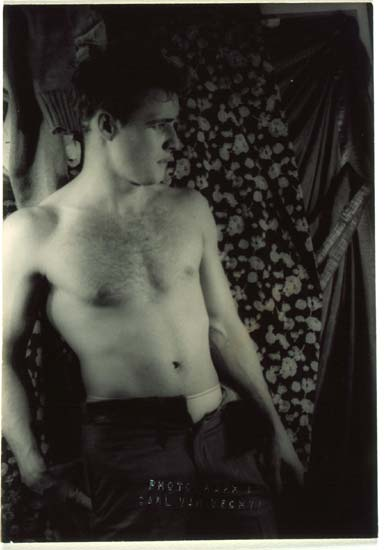
L'actor Marlon Brando

Per extensió, es considera com a cànon de bellesa o cànon estètic aquelles normes d'una determinada època sobre el que és, o no es considera, bellesa normativa. Aquestes normes evolucionen i el que es considera bell en una cultura i una època no necessàriament ho ha de ser en una altra. Els cànons de la bellesa segueixen l'evolució de la moda i depenen de l'evolució de les tècniques de decoració del físic, com la perruqueria o el maquillatge.
El cànon sobre les proporcions humanes més antic que es coneix es va trobar a les piràmides de Memfis cap al 3000 aC. Des d'aleshores hi ha hagut diversos cànons coneguts: el dels faraons, el de Policlet, el de Ptolemeu (90 – 160 dC), el de Vitruvi (segle i aC), el de Dürer (1471 – 1528), el de Leonardo da Vinci (1452 – 1519), i, més recentment, el de Zeising i el de Le Corbusier (1887 – 1965).
Sempre hi ha hagut persones que han sigut considerades com a model i com a molt belles d'acord amb el cànon de l'època. Aquí es descriuen algunes:

### Dones
- antiga Grècia: Friné, hetaira, model de l'escultor Praxíteles, per les escultures d'Afrodita.
- Renaixement: Simonetta Vespucci, model del pintor Sandro Botticelli per a la imatge de Venus, deessa de l'amor i la bellesa en la Mitologia romana.
- Modernisme: Cléo de Mérode, ballarina, mim i pin-up, va ser model per l'escultor Alexandre Falguière, el fotògraf Félix Nadar, i els pintors Manuel Benedito, Giovanni Boldini, Edgar Degas i Henri de Toulouse-Lautrec, entre d'altres.
- Anys 50: Brigitte Bardot, d'acord al cànon de bellesa francès, principalment, va ser model per a moltes imatges de Marianne, símbol de la República Francesa.

### Homes
- Antiga Roma: Antínous, efeb
- Antic Règim: Felip el Bell, monarca
- Dècada del 1920: Rodolfo Valentino, actor
- Segona meitat del segle xx: Paul Newman, actor